# Спомен-биста Нади Пурић у Београду
Спомен-биста Нади Пурић је споменик у Београду. Налази се на углу Улице кнегиње Зорке и Макензијеве број 43, у општини Врачар.

## Опште карактеристике
Спомен-биста посвећена је Нади Пурић  (Ваљево, 9. март 1903 — Београд, 27. новембар 1941), учесници Народноослободилачке борбе и народном хероју Југославије. На спомен-бисти Наде Пурић налази се посвета српске песникиње и професорке књижевности Десанке Максимовић:
„Твој гроб не знамо где је и зато нам се чини свуда, свуда на земљи овој. Под сводом модрим и лаким твој гроб не знамо где је и зато ступамо земљом као да је твоја хумка бусен и камен сваки.”